# Linda Teodosiu
 (avril 2020).
Si vous disposez d'ouvrages ou d'articles de référence ou si vous connaissez des sites web de qualité traitant du thème abordé ici, merci de compléter l'article en donnant les références utiles à sa vérifiabilité et en les liant à la section « Notes et références ».
Linda Angeline Teodosiu (née le 19 septembre 1991 à Cologne) est une chanteuse allemande.

## Biographie
Linda Teodosiu est la fille du saxophoniste roumain Flavius Teodosiu, musicien notamment pour l'émission RTL Samstag Nacht Allstars, et de la chanteuse Belinda Haarhausen. Elle fait sa première apparition à cinq ans sur la scène de Phantasialand.
Teodosiu se fait connaître en tant que participante à la cinquième saison de l'émission de casting Deutschland sucht den Superstar 2008, au cours de laquelle elle atteint les demi-finales. Elle signe aussitôt un contrat d'enregistrement avec Sony Music. Au printemps 2009, le premier single Love Sux sort, il atteint la 24e place dans les charts allemands. En septembre, le deuxième single Reprogram My Heart est 28e des charts allemands. Dans le même mois, son premier album Under Pressure paraît, il est 81e en Allemagne.
Elle est actrice dans un épisode de la série Alerte Cobra. Elle participe aux émissions Das perfekte Dinner et The Winner Is où elle perd en finale contre Onita Boone puis, en août 2015, à Shopping Queen.
À partir de 2013, elle devient choriste de Peter Maffay. Elle participe à l'automne 2016 à la comédie musicale Tabaluga – Es lebe die Freundschaft, dont Maffay est l'auteur. Le 23 mars 2017, elle présente son deuxième album Full Stop.
Fin 2017, elle a pour nom de scène Linda Siu et sort son nouveau single Du lebst mich kaputt avec Gentleman le 3 novembre 2017.
Le 17 février 2019, elle participe à l'épreuve de sélection pour représenter la Roumanie au Concours Eurovision de la chanson 2019 avec la chanson Renegades, où elle atteint la quatrième place.

## Discographie
Albums
- 2009 : Under Pressure
- 2017 : Full Stop

Singles
- 2009 : Love Sux
- 2009 : Reprogram My Heart

Autres publications
- 2011 : Alive
- 2011 : One More Time (avec Bodybangers & Carlprit)
- 2012 : Out of Control (avec Bodybangers & Rameez)
- 2013 : Are You Ready Tonight (avec Bodybangers & Nicci)
- 2014 : Go (avec Bodybangers)
- 2017 : Du lebst mich kaputt (avec Gentleman)
- 2019 : Renegades
- 2019 : Gypsy woman (La-Da-Dee) (avec Alex Christensen et Berlin Orchestra)

## Source de la traduction
- (de) Cet article est partiellement ou en totalité issu de l’article de Wikipédia en allemand intitulé « Linda Teodosiu » (voir la liste des auteurs).